# Коул, Шерил
Ше́рил Энн Ко́ул (англ. Cheryl Ann Cole); после замужества — Фернандес-Версини (англ. Fernandez-Versini); урождённая Твиди (англ. Tweedy; род. 30 июня 1983, Ньюкасл-апон-Тайн, Тайн-энд-Уир, Великобритания) — британская певица, автор песен, танцовщица, актриса, модель, филантроп. Первая исполнительница Великобритании с пятью сольными синглами номер один (2014).
С Girls Aloud Коул выпустила двадцать один сингл (все они вошли в первую десятку UK Singles Chart, четыре сингла занимали первую строчку), пять студийных альбомов, один сборник лучших хитов и два альбома ремиксов (два альбома занимали первое место в UK Albums Chart), а также была пять раз номинирована на Brit Awards, выиграв в номинации «Лучший сингл» за песню «The Promise».
Первый сольный альбом 3 Words (2009) стал трижды платиновым, а сингл «Fight for This Love» занял первые позиции в странах Великобритании, Ирландии, Дании, Норвегии, Венгрии. Сингл «Parachute» занимал лидирующие строчки российских хит-парадов. Второй альбом Messy Little Raindrops (2010) стал платиновым. Сингл с альбома «Promise This» стартовал с первой позиции британского чарта. Третий студийный альбом A Million Lights (2012) получил статус золотого в Великобритании. Сингл «Call My Name» стал вторым самым быстро распродаваемым синглом в Британии в 2012 году и также дебютировал с первого места в британском чарте. Четвёртый студийный альбом Only Human (2014) получил серебряную сертификацию и был назван «самым связным альбом за всю карьеру певицы». Композиция «Crazy Stupid Love» (2014) стала четвёртым синглом в карьере Коул, возглавившим британский чарт. «I Dont Care» (2014) стал пятым синглом в карьере певицы, поднявшимся на первую строчку британского чарта, сделав певицу первой исполнительницей Великобритании с пятью синглами номер один.
Шерил также признаётся «иконой стиля», появляясь на обложках британского Vogue, Elle и Harper’s Bazaar.

## Биография

### Ранние годы
Шерил Энн Твиди родилась в Ньюкасле. Она была четвёртым из пяти детей своей матери (Джоан Каллахан) и старшим ребёнком отца (Гэри Твиди). У Шерил есть младший полнородный брат Гарри (род. в 1987 году в Ньюкасле), а также трое старших единоутробных (братья Джозеф и Эндрю и сестра Джиллиан). Её родители никогда не были женаты; они разошлись, когда Шерил было одиннадцать лет.
Шерил интересовалась танцами с раннего возраста, она начала заниматься этим с четырёх лет. В девять лет она поступила в школу The Royal Ballet. Помимо этого, Шерил выиграла многие модельные конкурсы. Она также появилась в двух рекламах «Centrica» вместе со своим младшим братом Гарри. В 13 лет работала на бэк-вокале у малоизвестных британских групп.
Шерил училась в Walker Comprehensive School в Ньюкасле. После школы она устроилась работать официанткой в ресторан.

### Girls Aloud
Шерил прошла кастинг на реалити-шоу Popstars: The Rivals в 2002 году, спев песню «Have you ever» группы S Club 7. Программа, являющаяся второй британской серией международной франшизы Popstars, показывала создание двух противоборствующих групп — «мальчишечьей» и «девичьей», каждая из которых состояла из пяти членов. Затем созданные группы конкурировали друг с другом за первое место в UK Singles Chart. Несколько тысяч человек приняли участие в кастингах по всей Великобритании в надежде стать участниками реалити-шоу. Жюри — британский продюсер Пит Уотерман, ирландский музыкальный менеджер Луис Уолш и певица Джери Халлиуэлл — выбрали десять девушек и десять юношей в качестве финалистов. Эти финалисты выходили на сцену каждую субботу с живыми выступлениями (девушки и юноши по очереди). Каждую неделю участник, набравший наименьшее количество голосов по результатам телефонного голосования, покидал шоу. Надин Койл, Сара Хардинг, Никола Робертс, Кимберли Уолш и Шерил Коул образовали новую группу Girls Aloud по результатам зрительского голосования на 30 ноября 2002 года.
Дебютный сингл группы «Sound of the Underground» достиг первого места в UK Singles Chart. Girls Aloud проводили запись сингла в течение самого короткого времени между образованием группы и достижения первого места в чарте. 23 мая 2003 года группа выпустила свой дебютный альбом Sound of the Underground, который стартовал в чартах со второй строчки и в том же году получил статус платинового.
Начиная с 2003 года, Girls Aloud выпустили ещё двадцать синглов — все они вошли в первую десятку UK Singles Chart, пятнадцать из них достигли первой пятёрки. Синглы «I’ll stand by you», «Walk this way» и «The Promise» занимали первое место. Два их альбома достигали первой строчки в UK Album Chart (сборник лучших хитов The Sound of Girls Aloud: Greatest Hits и Out of Control), оба вошли в чарт с первого места. Girls Aloud были пятикратно номинированы на Brit Awards и выиграли в 2009 году в номинации «Лучший сингл» за песню «The Promise».
Girls Aloud стали одним из немногих успешных проектов реалити-шоу и скопили состояние в 25 миллионов фунтов стерлингов в мае 2009 года. В 2007 году Книга рекордов Гиннесса назвала Girls Aloud «самой успешной группой из реалити-шоу». Группа продала десять миллионов копий по всему миру.
В 2009 году Girls Aloud решили, что возьмут годичный перерыв, чтобы заняться сольными проектами, но воссоединятся в 2010 году для нового студийного альбома. В августе 2010 года Никола Робертс сказала, что воссоединение группы вряд ли произойдёт раньше 2012 года. В итоге, группа все же собралась вместе в 2012 году, чтобы отпраздновать десятилетие коллектива релизом сборника лучших песен под названием Ten и гастрольным туром, по окончании которого Girls Aloud объявили о завершении совместной карьеры.

### Судейство на шоу The X Factor
Шерил была приглашена в качестве судьи на шоу The X Factor (Великобритания) в 5 сезоне в 2008 году, заменив Шэрон Осборн. Шерил приняла участие в качестве судьи в 5, 6, 7, 11, 12 сезонах шоу. В 2008 году, в 5-м сезоне шоу, участница Александра Берк, наставницей которой была Шерил Коул, стала победителем проекта. В 2009 году, в 6-м сезоне, Джо Макэлдерри стал победителем шоу также под руководством Коул. В 2010 году, в 7-м сезоне, её подопечной стала певица Шер Ллойд, которая заняла 4 место в конкурсе. В 2014 году, в 11-м сезоне шоу её подопечная, 17-летняя британка Лорен Платт, заняла 4-е место в конкурсе. В 2015 году в 12 сезоне шоу, её подопечные, дуэт Реджи и Болли заняли 2 место на шоу.
В 2011 году певица подписала контракт на участие в американском проекте The X Factor. Однако после нескольких прослушиваний Шерил была заменена на Николь Шерзингер, согласно решению Саймона Коуэлла. Самой Шерил было предложено вернуться на британскую версию шоу. Однако Коул отказалась от возвращения на британский X Factor и подала иск в суд, требуя с американских боссов денежной компенсации в размере 2 млн долларов, который впоследствии выиграла.

### Сольная карьера
Первый сольный опыт Шерил Коул состоялся ещё в 2008 году, когда она приняла участие в записи композиции Will.i.am — «Heartbreaker».
В апреле 2009 года Шерил начала работать над сольным материалом. Её дебютный альбом, 3 Words, был выпущен в Великобритании 26 октября 2009 года. Записываясь в Лос-Анджелесе и Лондоне, Шерил сотрудничала с Will.i.am, который стал исполнительным продюсером альбома.
Альбом провёл две недели на первом месте. 6 ноября 2009 года альбом получил статус платинового.
Первым синглом с альбома стала песня «Fight for This Love». После выступления на The X Factor, «Fight for This Love» стал четвёртым в списке самых продаваемых синглов 2009 года в Великобритании. Он занял первое место в британском и ирландском чартах. В 2010 году «Fight for This Love» был выпущен в Европе и достиг высоких строчек в Дании, Норвегии, Венгрии и Швеции. Сингл позже стал платиновым в Великобритании.
Второй сингл Шерил «3 Words», записанный в дуэте с Will.i.am, стал четвёртым в Великобритании и седьмым в Ирландии. Третий сингл, «Parachute», вошёл в первую пятёрку в Великобритании и Ирландии, став первым синглом певицы, не занявшим первую строчку британского чарта. Несмотря на некоммерческий успех в странах Соединённого Королевства, сингл «Parachute» занимал лидирующие строчки в российских хит-парадах (пиковая позиция — 1 место).
В январе 2010 года было объявлено, что Шерил будет выступать на разогреве у Black Eyed Peas в их мировом турне в поддержку альбома The E.N.D. во время выступлений в Великобритании. В начале 2010 года Шерил также сказала, что она приступила к работе над вторым сольным альбомом, который планирует выпустить в ближайшее время. Певец и композитор Райан Теддер подтвердил, что он был в студии и записывал новый материал с Коул. Также, певица Элли Голдинг в своём интервью подтвердила, что писала песни для нового альбома Шерил.
Некоторые другие продюсеры и авторы также выразили заинтересованность в сотрудничестве с Коул — Джим Бинз, Ашер, Ne-Yo и Рианна.
Позже стало известно, что второй альбом Шерил получит название «Messy Little Raindrops» и будет выпущен первого ноября 2010 года. Первый сингл с альбома, песня «Promise This», был выпущен 24 октября и стал вторым синглом Шерил, достигшим первого места в британском чарте. Премьера видеоклипа на эту песню состоялась 18 сентября на телеканале ITV2. Альбом был выпущен через неделю после выхода первого сингла. Он достиг второй строчки в ирландском чарте и первой — в британском чарте. Вторым синглом с альбома «Messy Little Raindrops» стала песня «The Flood». Дата официального релиза — 2 января 2011 года, но первое появление песни в чартах состоялось в ноябре 2010 года. «The Flood» стал первым синглом Шерил, не достигшим первой пятёрки в британском чарте — пиковой позицией для него стало восемнадцатое место.
В июле 2011 года стало известно, что Шерил Коул начала работу над третьим сольным альбомом. В том же месяце Far East Movement подтвердили, что были в студии вместе с Коул и Will.i.am. В сентябре Тайо Крус также подтвердил своё сотрудничество с Шерил. В январе 2012 года было сообщено, что Шерил и Рианна собираются записать дуэт для третьего альбома Коул — они подружились после того, как встретились на церемонии BRIT Awards в 2011 году и позже в туре Рианны The Loud Tour.
1 апреля Шерил объявила, что первый сингл с третьего альбома будет носить название «Call My Name». Премьера песни состоялась 20 апреля на радио Capital FM. Песня была написана и спродюсирована Кельвином Харрисом, режиссёром музыкального видео выступил Энтони Мэндлер. 18 апреля стало известно, что третий альбом называется A Million Lights и будет выпущен 18 июня. Также Шерил Коул объявила, что избавляется от фамилии бывшего мужа и будет продолжать карьеру как Шерил.
26 июля 2012 года состоялась премьера клипа на сингл «Under The Sun». 26 декабря 2012 года вышел клип на новый сингл «Ghetto Baby», написанный Ланой Дель Рей.
В мае 2014 года после двухлетнего перерыва в карьере стало известно о создании нового альбома Шерил «Only Human».
2 июня 2014 года Шерил презентовала свой новый сингл «Crazy Stupid Love» при участии рэпера Tinie Tempah на радио BBC Radio 1 в рамках нового альбома Only Human, выход которого планируется в ноябре 2014 года. 7 июня 2014 года состоялось выступление Шерил с новым синглом на финале шоу Britain’s Got Talent. 9 июня 2014 года состоялась премьера клипа. Сингл стартовал с первой позиции британского чарта.
1 октября 2014 года на радио BBC Radio 1 и Capital FM состоялась премьера нового сингла «I Don’t Care». Он стал пятым синглом, поднявшимся на первую строчку британского чарта, сделав певицу первой исполнительницей Великобритании с пятью синглами номер один. В первую неделю сингл был продан тиражом в 82000 копий. На декабрь 2014 года сингл получил серебряную сертификацию на территории Великобритании, то есть был продан тиражом в 200000 копий.
7 октября 2014 года в Сети появился заглавный трек альбома «Only Human».
1 февраля 2015 года было объявлено о выпуске нового сингла «Only Human» 4 февраля вышел клип на сингл.

### Книги
В октябре 2008 года Шерил принимала участие в написании книги «Dreams that Glitter — Our Story», автобиографии участниц Girls Aloud. В апреле 2009 года было сообщено, что Шерил подписала пятимиллионный контракт с книжным издательством HarperCollins на пять романов для компании. Первая официальная книга Шерил, которая получила название Through My Eyes, была выпущена 30 сентября 2010 года издательством Bantam Press.
11 октября 2012 года была выпущена автобиография Шерил под названием «Моя история» (англ. Cheryl: My story) издательством HarperCollins. Книга получила положительные отзывы от британских СМИ. Газета The Sun назвала книгу «бриллиантовой автобиографией». Согласно оценке газеты Daily Express книга получила 4 из 5 баллов. Британское издание NOW назвало автобиографию «поразительно честной».

### Реклама
С 2009 года Шерил является лицом косметического бренда «L’Oréal» в Великобритании.
В 2012 году Коул представила собственную коллекцию обуви для модного сайта Stylistpick.
24 июля 2014 года в Лондоне певица презентовала дебютный женский цветочно-фруктовый аромат под названием StormFlower.  К концу 2014 года аромат был продан количеством 320000 штук, став третьим самым продаваемым парфюмом Великобритании. В марте 2015 года Шерил выпустила новую туалетную воду с тем же названием. 19 августа 2015 года в Лондоне состоялась презентация нового женского аромата StormFlowerNoir.

### Личная жизнь
11 января 2003 года Шерил была вовлечена в ссору с сотрудницей ночного клуба «The Drink» в Гилфорде. Впоследствии она была обвинена в драке и оскорбительных высказываниях на расовой почве. На суде Шерил объясняла всё самозащитой и отрицала факт оскорбления. В итоге её приговорили к 120 часам общественных работ и штрафу.
Шерил начала встречаться с футболистом Эшли Коулом в 2004 году и объявила об этом в июне 2005 года. Пара обвенчалась 15 июля 2006 года. Они подписали эксклюзивный контракт с журналом OK! стоимостью в один миллион фунтов стерлингов в отношении прав на фотографии. В январе 2008 года девушка по имени Эйми Уолтон рассказала о своей связи с Эшли Коулом в интервью для The Sun. Модель Брук Хили утверждала, что она провела ночь с Эшли в декабре 2006 года. После этого продвижение нового сингла Girls Aloud, «Can't Speak French», было отложено, а Шерил перестала носить обручальное кольцо. Однако, пара помирилась. После скандальных супружеских проблем в ноябре 2009 года Эшли опубликовал фотографию обручального кольца Шерил на своей странице в Twitter с сообщением «3 words. Diamonds Are Forever / Три слова. Бриллианты остаются навсегда». В начале 2010 года появились сообщения о том, что Эшли изменил Шерил с ещё пятью женщинами. 23 февраля Шерил объявила о том, что она уходит от своего мужа, и попросила СМИ уважать их личную жизнь. 26 мая 2010 года Шерил подала на развод. Во время прослушивания на The X Factor 22 июня Саймон Коуэлл представил её как Шерил Твиди. В октябре 2010 года в интервью для The Guardian Шерил сказала, что будет продолжать выступать под фамилией Коул, потому что возвращение к девичьей фамилии выглядело бы так, будто она стыдится своего замужества.
В 2009 году Шерил объявила о своей поддержке Лейбористской партии на парламентских выборах 2010 года.
30 июня 2013 года, в 30-й день рождения Шерил, Саймон Коуэлл преподнёс подарок певице в виде титула «леди» и участка земли в Шотландии размером в 1 фут² сроком на 175 лет.
7 июля 2014 года Шерил вышла замуж за француза Жана-Бернарда Фернандеса-Версини — владельца ресторана Cosy Box в Каннах. 10 января 2016 года стало известно, что супруги разводятся.
С 2015 по 2018 годы Шерил встречалась с солистом группы One Direction Лиамом Пейном. 22 марта 2017 года у них родился сын Беар Грей Пейн.

### Филантропия
В марте 2009 года в рамках благотворительной акции британского фонда Comic Relief, посвящённой борьбе с малярией в странах Африки, Шерил Коул и другие британские знаменитости совершили восхождение на гору Килиманджаро. Акция собрала 3.5 миллиона фунтов стерлингов на благотворительность.
В 2011 году Шерил создала собственный благотворительный фонд The Cheryl Cole Foundation в сотрудничестве с организацией The Prince’s Trust, призванный помогать молодым людям, оказавшимся в трудной жизненной ситуации.
В 2015 году Шерил объявила об открытии своего первого благотворительного центра Cheryl’s Trust в сотрудничестве с организацией The Prince’s Trust в родном городе Ньюкасле для борьбы молодых людей с наркоманией, алкоголизмом и безработицей.
В мае 2016 года Шерил получила награду Global Gift Philanthropist Award за успешную благотворительную деятельность из рук известной американской актрисы Евы Лонгории на известном светском мероприятии Global Gift Gala в Париже.

### Болезнь
3 июля 2010 года, вскоре после своего возвращения из Танзании, Шерил потеряла сознание, была экстренно госпитализирована и диагностирована с малярией. Состояние Коул, несмотря на лечение, быстро и сильно ухудшалось, вскоре публике был сообщён вердикт её лечащих врачей — жить девушке осталось не больше 24 часов, но она чудом выжила. 

«Я думала, что умираю. Я действительно так думала. Я даже думала, что уж если суждено умереть, то хочу, чтобы это произошло быстрее, потому что боль была просто невыносимой», — вспоминает певица.— 

### Популярность
После появления на The X Factor, СМИ провозгласили Шерил «новой любимицей нации». Саймон Ковелл сказал, что «теперь она должна быть самой популярной личностью на телевидении». Портрет, изображающий Шерил в виде Ангела Севера был создан Ли Джонсом.
В 2009 и 2010 годах журналом FHM Шерил была названа «самой сексуальной женщиной в мире». В марте 2010 года The Good Surgeon Guide присвоил ей статус «самой вдохновляющей женщины десятилетия».
Осенью 2010 года была представлена восковая фигура певицы в Музее мадам Тюссо.
Также Шерил была отмечена в творчестве поп-певицы Лили Аллен: би-сайдом к её дебютному синглу «Smile» стала песня «Cheryl Tweedy», содержащая строчку «хочу выглядеть как Шерил Твиди». Слова были восприняты Шерил как комплимент, но позже Аллен отметила, что это было сказано с иронией.
В конце 2013 года Шерил шокировала мировую общественность своей новой татуировкой в виде букета красных роз в нижней части спины. Тату обошлось певице в несколько тысяч фунтов стерлингов.
29 июля 2014 года была представлена вторая по счету восковая фигура Шерил в Музее мадам Тюссо.

## Дискография

### Сольная дискография
Альбомы:
- 3 Words (2009)
- Messy Little Raindrops (2010)
- A Million Lights (2012)
- Only Human (2014)

Синглы:
- «Heartbreaker» (feat. Will.I.Am) (2008)
- «Fight for This Love» (2009)
- «3 Words» (feat. Will.I.Am) (2009)
- «Parachute» (2010)
- «Promise This» (2010)
- «The Flood» (2011)
- «Call My Name» (2012)
- «Under The Sun» (2012)
- «Ghetto Baby» (2012)
- «Crazy Stupid Love» (feat. Tinie Tempah)(2014)
- «I Don’t Care» (2014)
- «Only Human» (2015)
- «Love Made Me Do It» (2018)
- «Let You» (2019)